# Aşağıeşenler, Hadim
Aşağıeşenler là một xã thuộc huyện Hadim, tỉnh Konya, Thổ Nhĩ Kỳ. Dân số thời điểm năm 2011 là 626 người.